# 유재방
유재방(劉載邦, 1920년 3월 28일 ~ 2009년 4월 29일)은 대한민국의 대법원 판사를 역임한 법조인이다.

## 생애
1920년 전라남도 영암군 신북리 월평리에서 3대 독자로 태어나 1939년 광주 공립농업학교 1942년 경성법학전문학교를 졸업하고 1943년 일본 고등문관시험 사법과에 합격해 1947년 10월 27일 광주지방법원 판사에 임용된 이래 1951년 광주지방법원 소년부 지원장, 1954년 대구고등법원 부장판사, 1954년 10월 5일 광주지방법원 부장판사, 1956년 7월 27일 광주고등법원 부장판사, 1960년 1월 26일 광주고등법원 수석 부장판사, 1960년 제7대 전주지방법원장 1960년 11월 3일부터 1961년 제9대 대구지방법원장 1961년 8월 26일부터 1964년 제8대 부산지방법원장 1964년 3월 21일부터 1968년까지 제12대 대구고등법원장을 역임하다가 1968년 12월 박정희 대통령에 의해 대법원 판사에 임명되었지만 베트남전 양민학살과 관련하여 군인과 군속에 대해 손해배상 책임을 인정하지 않는 국가배상법 사건에서 국가의 손해배상 책임을 인정한 다수의견(9명)을 제시한 것이 영향을 미쳐 1973년 3월 24일 법관 재임명 절차에서 제외됐다.
판사에 재직하던 1954년부터 1960년까지 전남대와 조선대에서 강의를 하면서 〈교호신문제도의 시비점〉이라는 논문을 발표했다.
광주고등법원 부장판사로 재직하던 1959년 4월 27일 공판을 열고 함평 환표 사건에서 환표한 사실을 부인으로 일관한 순경부터 경사까지 6명의 전직 경찰관이 "양심의 가책을 느껴 환표한 사실을 공개하겠다"고 하여 언도 기일을 무기한 연기했으나 6월 8일에 있은 공판에서 "우리 경찰관들은 여당 공무원이므로 야당 입후보자 김봉수를 낙선시킬 목적으로 김씨의 유효표를 무효표로 변조하고 투표함을 뜯은 것은 사실이지만 환표는 미수에 그쳤다"고 주장하였음에도 6월 15일 선고공판을 열고정찬업(37세) 순경과 정순기(35세) 경사에 대해 징역 4월을 선고하면서 법정구속하고 그외 임길수(33세) 지주해(39세) 고광용(38세) 경사와 어탁(32세) 순경에 대해 징역4월 집행유예 1년을 선고했다.
대법원 형사부 판사로 재직하던 1969년 3월 30일 동백림 사건 재상고심에서 유죄를 확정했으며 민사부로 옮긴 이후인 1969년 7월 8일 신탄진 연초 제조창 노조원이 국가를 상대로 체불노임청구소송 상고심 선고공판에서 "전매, 체신, 철도 등 국가기관에 종사하는 노조 조합원들에게 시간외, 특근, 휴일근무 등의 수당을 지급할 때는 근로기준법에 앞서 국가공무원법을 우선 적용해야 한다"고 하면서 "근로기준법에 따른 체불 임금을 지급하라"는 원심판결을 파기했다. 1972년 6월 13일에도 김모씨 일가족 8명이 국가를 상대로 청구한 손해배상청구 소송 상고심에서 "국가를 상대로 한 손해배상청구소송에서 근로소득세를 공제하지 않은 실수익의 산출로 배상청구를 하는 것은 소득세법에 위배된다"고 하면서 원심판결을 파기하고 서울고등법원으로 돌려보냈다. 1973년 3월 20일에는 "전과에 관한 사실은 엄격한 의미에서의 범죄사실과는 구별되는 것으로서 피고인의 자백만으로서도 이를 인정할 수 있다"고 판시했다.
대법원 판사에서 물러난 이후 법무법인 덕수 합동법률사무소 대표 변호사를 하다가 서울 마포구에서 유재방 법률사무소를 개업하여  민사 사건을 주로 하는 변호사 활동을 하면서 서울시 고문변호사를 지냈으며 매년 50~70건의 국선변호와 10년 이상 무료 법률상담 봉사를 했던 유재방은 1963년 홍조 소성 훈장을 받은데 이어 1986년 12월 10일 제38회 인권의 날에 무료 법률상담 등으로 사회정의 구현과 인권 신장에 기여한 공로로 국민훈장 무궁화장을 받으면서 "영광보다 송구스럽게 생각한다"는 수상 소감을 밝히면서 "우리의 생활 근본은 민주주의 체제입니다 이 민주주의의 틀을 지키는 울타리가 국가안보 아닙니까 그러므로 민주와 안보는 똑같이 키워나가야 합니다"고 했다. 유재방은 대법원 판사에 재직할 때 방순원, 홍남표, 민문기와 함께 주월 한국군사령부에 방문했다.
2009년 4월 29일 숙환으로 사망했다. 유족은 아들 유동호 신우출판 대표이사, 유인호 안양프라자 대표, 사위 황인행 변호사, 오현주(오소아과 원장) 등이 있다.